# Liancourt
Pour les articles homonymes, voir Rochers Liancourt.
Ne doit pas être confondu avec Liencourt, Liancourt-Saint-Pierre ou Liancourt-Fosse.
Liancourt est une commune française située dans le département de l'Oise en région Hauts-de-France. Ses habitants sont appelés les Liancourtois et les Liancourtoises.

## Géographie

### Localisation
La commune est située dans le département de l'Oise, au pied du massif de Clermont et près de la rive gauche de la Brêche, à à vol d'oiseau de 8 km au nord de Creil et 53 km au nord de Paris, 30 km au sud-est de Beauvais, 5 km au sud de Clermont et 28 km au sud-est de Compiègne.
Elle se trouve dans l'aire d'attraction de Paris, dans l'unité urbaine de Creil et dans sa zone d'emploi et est la ville-centre du bassin de vie de Liancourt.

### Communes limitrophes
|          | Bailleval  | Rosoy      |
| Rantigny | Liancourt  | Verderonne |
| Cauffry  | Mogneville |            |

### Géologie et relief
La superficie de la commune est de 4,75 km2 ; son altitude varie de 38  à   139 mètres.
Le territoire communal est délimité par la Brêche à l'ouest, par les bois de Louveaucourt et de la Cavée des Meuniers (commune de Bailleval) au nord, et par le bois de Jouart (commune de Rosoy) au nord-est. Avec les zones humides boisées du fond de la vallée de la Brêche, la commune est ainsi presque entièrement entourée de forêts. Au nord et au sud, les maisons de la ville atteignent les limites de la commune. Au nord, les dernières maisons de l'agglomération sont bâties sur le territoire de la commune de Bailleval, bien que séparées de la localité par la forêt. Au sud, le long de la RD 62, une continuité urbaine avec le hameau de Mognevillette (commune de Mogneville) s'établit. À l'ouest, le long de la RD 137, la continuité urbaine avec Rantigny et Cauffry est également établie par une étroite bande de constructions, rapprochant Liancourt de sa gare située en dehors du territoire communal.
Plus d'un tiers du territoire est construit. Le centre-ville est bâti à une cinquantaine de mètres d'altitude, à peine plus que les rives de la Brêche. Jusqu'à la rivière, le terrain descend légèrement. Au nord de la RD 137 vers la gare, l'on trouve le Grand marais, et au sud, une autre zone humide avec le lieu-dit le Parc, liée au château de La Rochefoucauld. Sinon, des coteaux assez abrupts entourent la ville de trois côtés. Les pentes sont toutefois plus modérées au nord-est où un quartier résidentiel est construit en flanc de colline. Sur le plateau agricole à l'est (lieu-dit la Montagne), une altitude maximale de 139 m est atteinte.

### Hydrographie

#### Réseau hydrographique

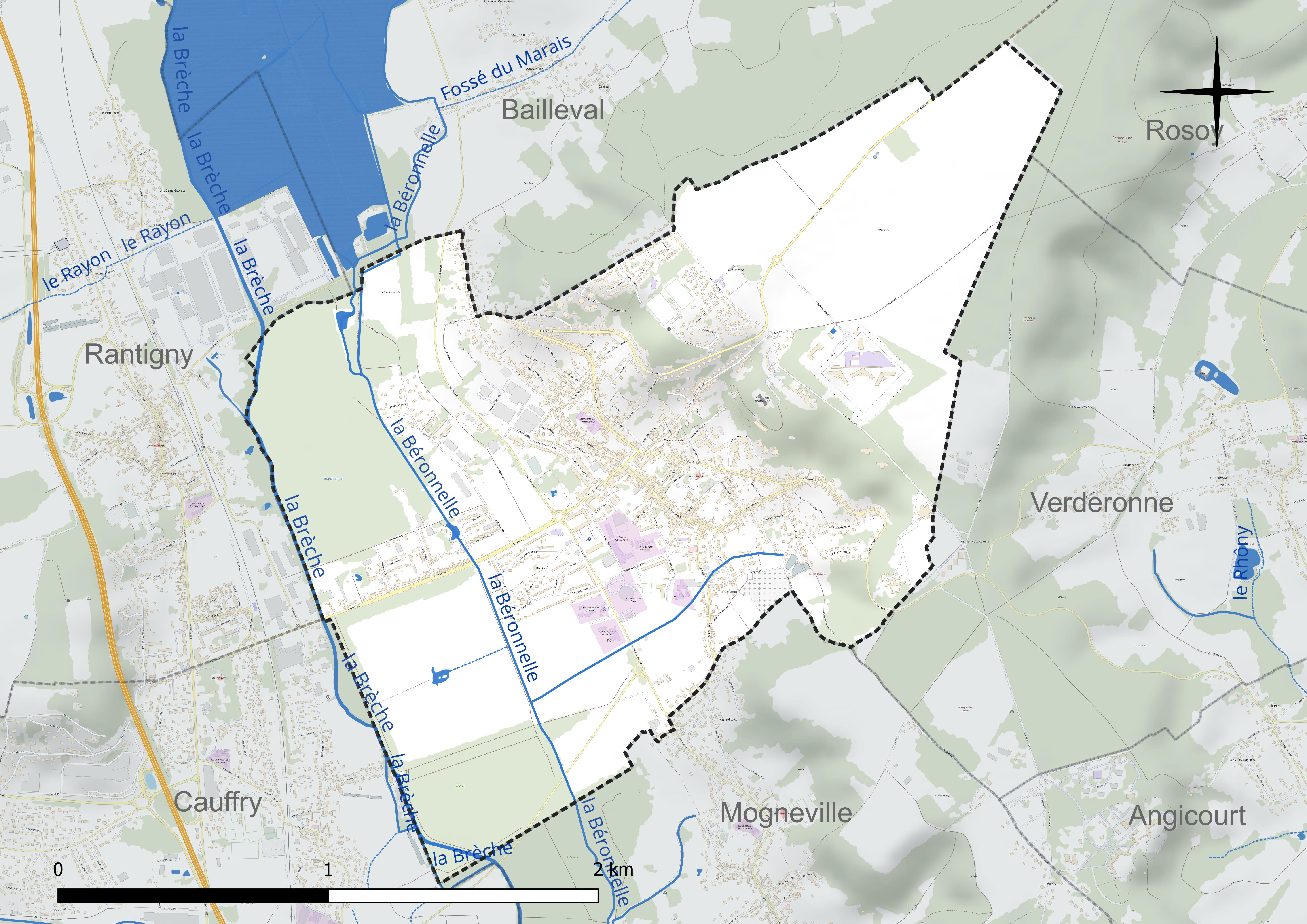
Réseau hydrographique de Liancourt.

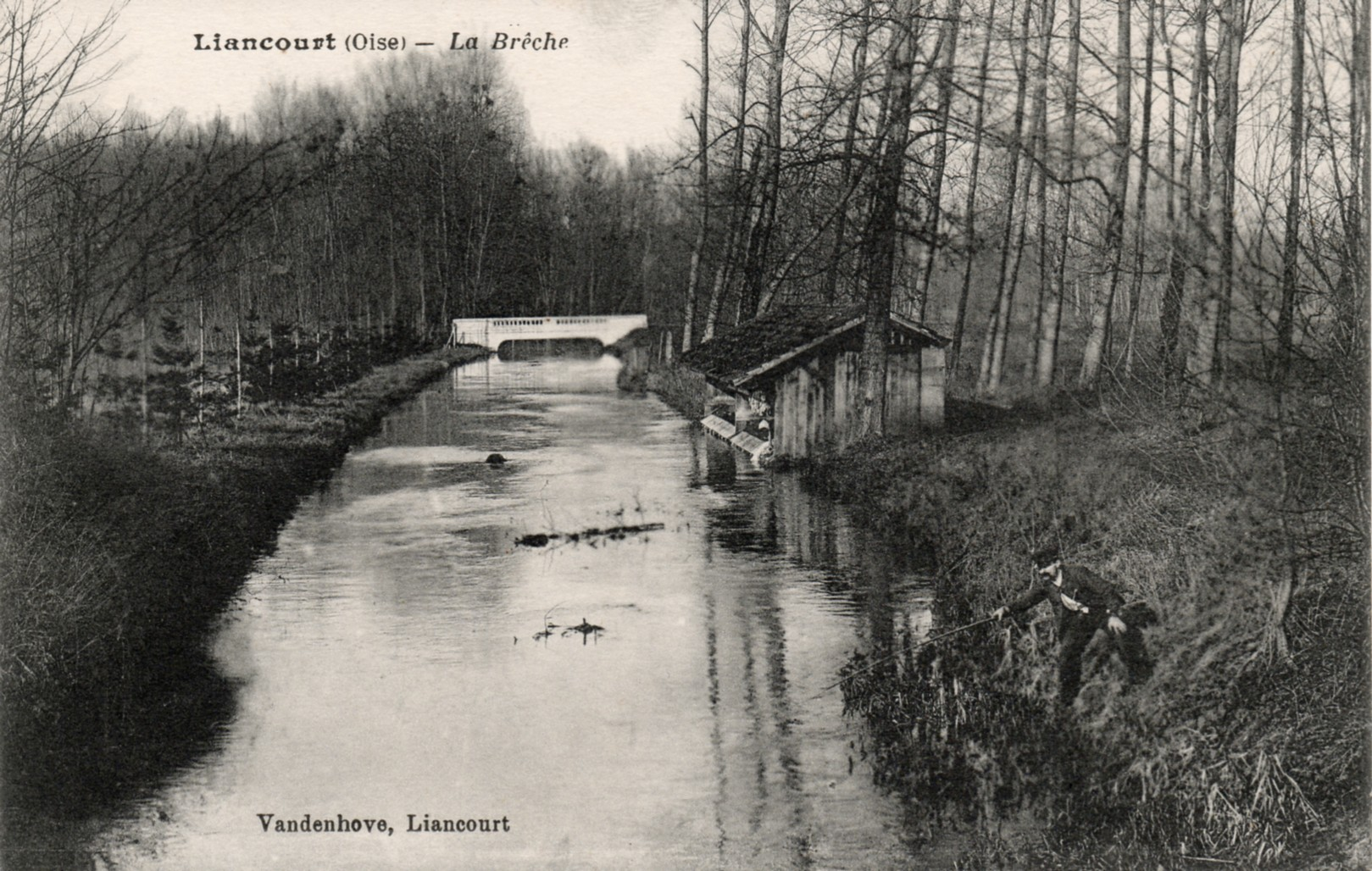
La Brêche à Liancourt.

La commune est située dans le bassin Seine-Normandie. Elle est drainée par la Brèche, la Béronnelle,.
Liancourt est située sur la rive gauche de la Brèche qui la sépare de Rantigny. La rivière, prenant sa source à Reuil-sur-Brêche, rejoint Liancourt après avoir traversé Clermont avant de se jeter dans l'Oise à Creil. En quittant la commune de Rantigny et l'usine Saint-Gobain, la rivière sert de limite entre les deux communes. Elle longe le Grand Marais situé sur la rive gauche (commune de Liancourt) et passe sous un ancien pont ferroviaire et sous la D 37 (pont Bajac) où Cauffry se trouve sur la rive droite. Après avoir longé « le parc », lieu-dit autrefois parc du château de la Rochefoucauld, elle quitte la commune pour passer à proximité de Cauffry et de Mogneville. Elle se jette dans l'Oise à Nogent-sur-Oise.
La Béronnelle, affluent de la rive gauche de la Brêche prenant sa source à Erquery, passe également sur le territoire communal. Devenant parallèle à la Brêche à partir du village de Breuil-le-Sec, elles forment un marais ininterrompu entre leur lit sur plus de 7 km. Arrivant de Bailleval, comme la Brêche, la rivière, après avoir traversé plusieurs étangs, pénètre dans la commune après son passage sur la D 630 (entre Liancourt et Rantigny). Elle passe au lieu-dit de « la Fontaine Malade » et longe le Grand Marais situé sur sa rive droite avant de passer sous la D 137 où elle rejoint le lieu-dit du Parc. Puis, elle rejoint Mogneville où elle se jette dans la Brêche avant le moulin de Sailleville.
De plus, la commune possède trois mares : dans le Parc, avenue Louis-Aragon ; à proximité de la rue Josiane-Mouton, à l'ouest et dans le lieu-dit du Parc, au sud-ouest.

#### Gestion et qualité des eaux
Le territoire communal est couvert par le schéma d'aménagement et de gestion des eaux (SAGE) « Sensée ». Ce document de planification concerne un territoire de 492 km2 de superficie, délimité par le bassin versant de la Brêche. Le périmètre a été arrêté le 9 février 2017 et le SAGE proprement dit a été approuvé le 25 novembre 2021. La structure porteuse de l'élaboration et de la mise en œuvre est le syndicat mixte du Bassin Versant de la Brèche (SMBVB).
La qualité des cours d'eau peut être consultée sur un site dédié géré par les agences de l'eau et l'Agence française pour la biodiversité.

### Climat
Pour des articles plus généraux, voir Climat des Hauts-de-France et Climat de l'Oise.
En 2010, le climat de la commune est de type climat océanique dégradé des plaines du Centre et du Nord, selon une étude du CNRS s'appuyant sur une série de données couvrant la période 1971-2000. En 2020, Météo-France publie une typologie des climats de la France métropolitaine dans laquelle la commune est exposée à un climat océanique et est dans la région climatique Nord-est du bassin Parisien, caractérisée par un ensoleillement médiocre, une pluviométrie moyenne régulièrement répartie au cours de l'année et un hiver froid (3 °C).
Pour la période 1971-2000, la température annuelle moyenne est de 10,6 °C, avec une amplitude thermique annuelle de 14,7 °C. Le cumul annuel moyen de précipitations est de 681 mm, avec 11,5 jours de précipitations en janvier et 8,2 jours en juillet. Pour la période 1991-2020, la température moyenne annuelle observée sur la station météorologique la plus proche, située sur la commune de Creil à 8 km à vol d'oiseau, est de 11,2 °C et le cumul annuel moyen de précipitations est de 662,2 mm,. Pour l'avenir, les paramètres climatiques de la commune estimés pour 2050 selon différents scénarios d'émission de gaz à effet de serre sont consultables sur un site dédié publié par Météo-France en novembre 2022.

## Urbanisme

### Typologie
Au 1er janvier 2024, Liancourt est catégorisée ceinture urbaine, selon la nouvelle grille communale de densité à sept niveaux définie par l'Insee en 2022.
Elle appartient à l'unité urbaine de Creil, une agglomération intra-départementale regroupant 23  communes, dont elle est une commune de la banlieue,,.
Par ailleurs la commune fait partie de l'aire d'attraction de Paris, dont elle est une commune de la couronne,.

### Occupation des sols

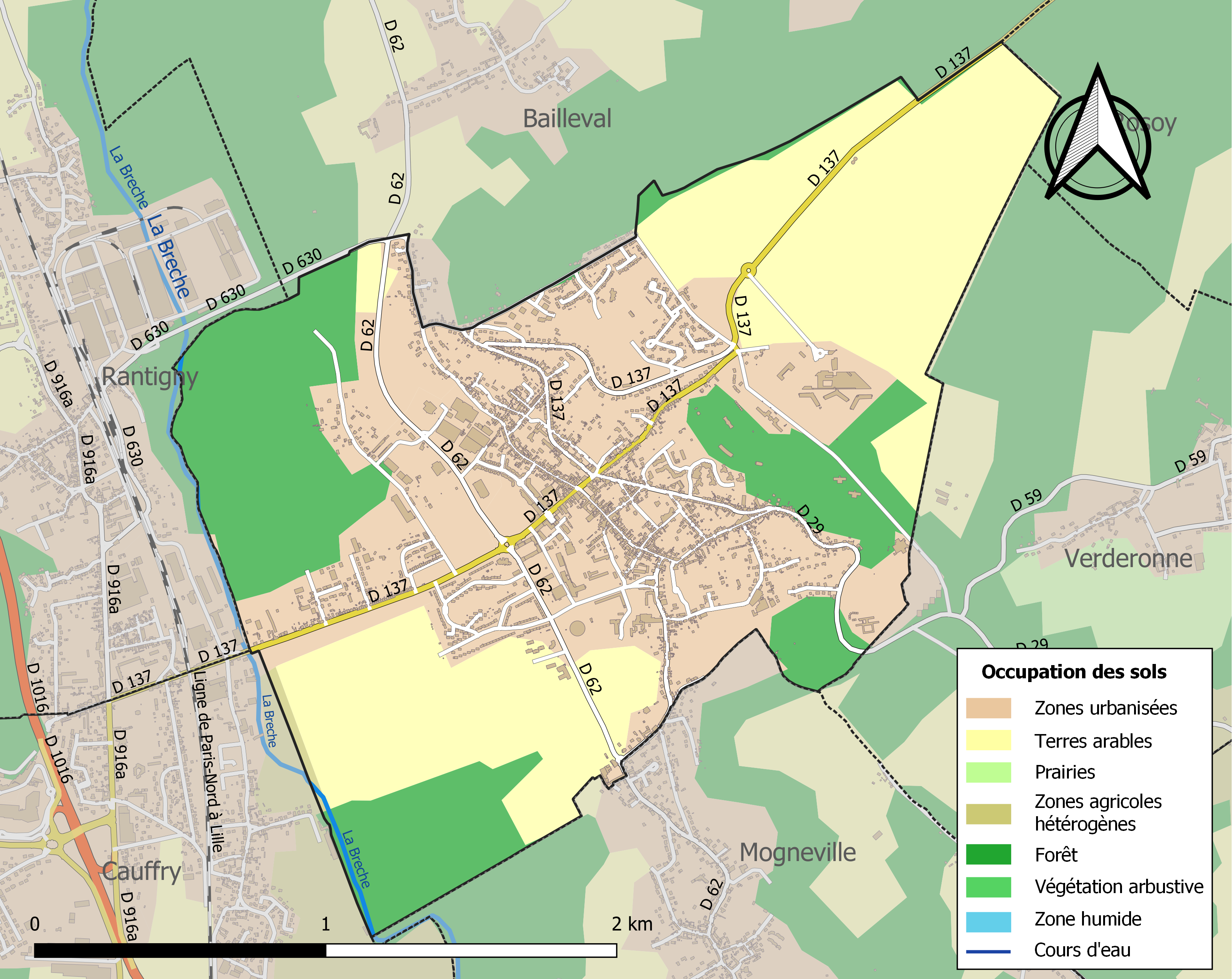
Carte des infrastructures et de l'occupation des sols de la commune en 2018 (CLC).

L'occupation des sols de la commune, telle qu'elle ressort de la base de données européenne d'occupation biophysique des sols Corine Land Cover (CLC), est marquée par l'importance des territoires artificialisés (43,6 % en 2018), en augmentation par rapport à 1990 (40,5 %).
La répartition détaillée en 2018 est la suivante : zones urbanisées (35,1 %), terres arables (32,6 %), forêts (23,6 %), zones industrielles ou commerciales et réseaux de communication (8,4 %), zones agricoles hétérogènes (0,3 %).
L'évolution de l'occupation des sols de la commune et de ses infrastructures peut être observée sur les différentes représentations cartographiques du territoire : la carte de Cassini (XVIIIe siècle), la carte d'état-major (1820-1866) et les cartes ou photos aériennes de l'IGN pour la période actuelle (1950 à aujourd'hui).

### Habitat et logement
En 2021, le nombre total de logements dans la commune était de 2 983, alors qu'il était de 2 808 en 2016 et de 2 715 en 2011.
Parmi ces logements, 91,2 % étaient des résidences principales, 0,8 % des résidences secondaires et 8 % des logements vacants. Ces logements étaient pour 50,6 % d'entre eux des maisons individuelles et pour 47,8 % des appartements.
Le tableau ci-dessous présente la typologie des logements à Liancourt en 2021 en comparaison avec celle de l'Oise et de la France entière. Une caractéristique marquante du parc de logements est ainsi la faible proportion des résidences secondaires et logements occasionnels (0,8 %) par rapport au département (2,4 %) et à la France entière (9,7 %).
| Typologie                                               | Liancourt | Oise | France entière |
| ------------------------------------------------------- | --------- | ---- | -------------- |
| Résidences principales (en %)                           | 91,2      | 90,5 | 82,2           |
| Résidences secondaires et logements occasionnels (en %) | 0,8       | 2,4  | 9,7            |
| Logements vacants (en %)                                | 8         | 7    | 8,1            |

### Voies de communication et transports

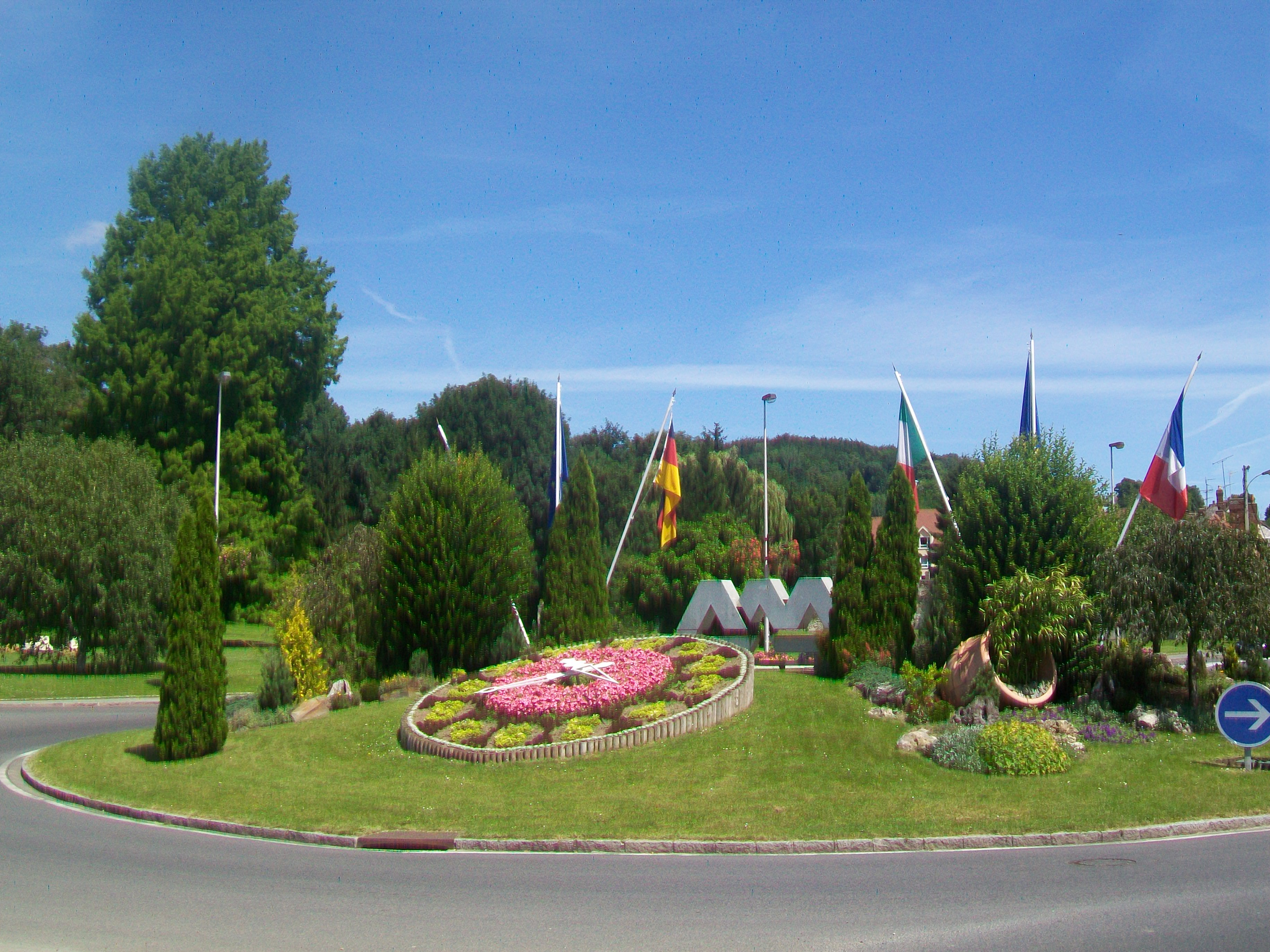
Le rond-point de l'Île-de-France.

Liancourt est desservie indirectement par la RD 1016 Paris - Creil - Clermont - Amiens, aménagée en voie express sur sa section de Creil à Clermont. La RD 1016 passe à 2 km à l'ouest du centre-ville, l'échangeur le plus proche se trouvant sur la commune voisine de Cauffry. Trois routes départementales passent par le centre de Liancourt :
- la RD 62 de Breuil-le-Sec à Nogent-sur-Oise par la vallée de la Brêche arrive de cette première commune par le hameau de Louveaucourt (commune de Bailleval), puis franchit une intersection avec la RD 630 (rejoignant Rantigny) et la rue Pasteur quand elle pénètre sur le territoire communal. Une déviation (avenue Louis-Aragon) évitant la rue Pasteur passe au sud-ouest de la ville et rejoint le rond-point d'Île-de-France, où elle croise la RD 137 et se poursuit par l'avenue du même nom puis par l'avenue Pierre-Bérégovoy. La route quitte la commune à la hauteur du hameau de Mognevillette (commune de Mogneville) ;
- la RD 137, route allant de la RD 37 (Maimbeville) à la RD 44 (Noailles), arrive de Catenoy d'où l'on peut rejoindre Compiègne. Par la montagne de Liancourt, elle descend dans la vallée de la Brêche par la rue de l'École-des-Arts-et-Métiers. Elle traverse la place du Duc-de-La-Rochefoucauld puis passe par la rue Victor-Hugo. Arrivée au rond-point d'Île-de-France, elle croise la RD 62 et rejoint Rantigny et Cauffry par l'avenue Albert-Ier. Par l'une de ces deux communes, on peut rejoindre par un échangeur la voie express de la R D1016 (voir ci-dessus). La RD 137, après Cauffry, se dirige vers Mouy ;
- la RD 29, route de Liancourt à Pont-Sainte-Maxence, débute de la rue des Arts-et-Métiers où elle passe par la rue Jules-Michelet et quitte la commune pour traverser Angicourt.

Une variante de la RD 137 existe sous la forme de la rue du Général-Leclerc, entre la colonne des Arts et Métiers et le carrefour RD 137 / RD 29 au centre-ville. Moins raide grâce à un itinéraire avec lacets, elle permet aux poids lourds d'éviter la rue de l'École-des-Arts-et-Métiers et d'arriver au sommet de la montagne de Liancourt pour rejoindre Compiègne.

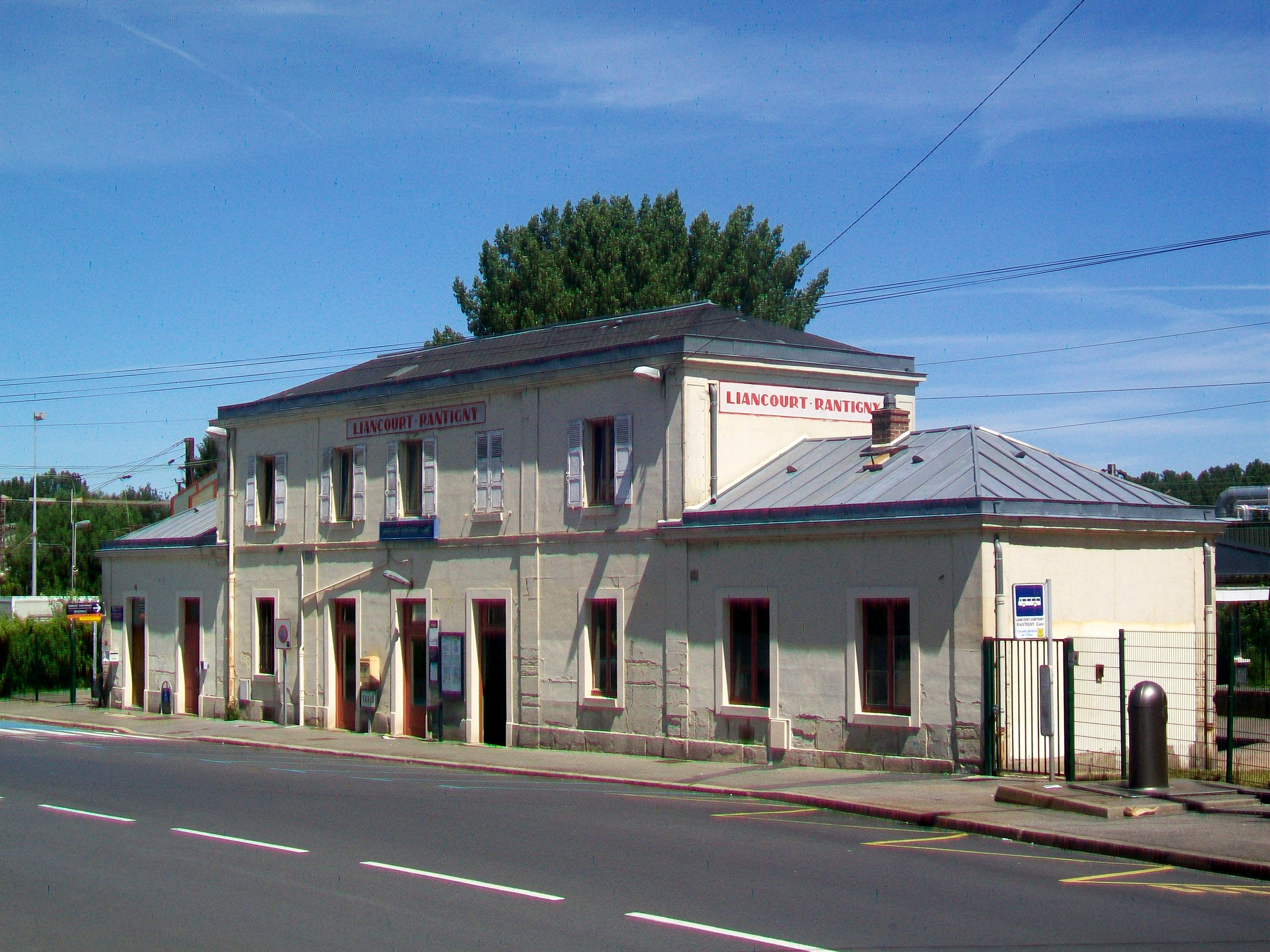
La gare de Liancourt - Rantigny.

La gare de Liancourt - Rantigny, située sur la ligne de Paris-Nord à Lille, se trouve sur la commune de Rantigny, à une distance routière de 2 km de la mairie de Liancourt.
La gare est desservie par les trains TER Hauts-de-France (relations C10, C11 et P10). Quatorze à quinze trains par jour et par sens s'arrêtent du lundi au vendredi, et six à sept les dimanches et jours fériés. Du lundi au vendredi, la moitié des trains originent ou terminent à Creil, un changement étant donc nécessaire pour les déplacements entre Liancourt et Paris. Un TER Hauts-de-France met en moyenne 43 minutes pour atteindre la capitale, avec quatre arrêts intermédiaires.
La commune est desservie, en 2024, par les lignes d'autocars 631, 686, 687, 6218, 6241, 6316, 6317, 6318, 6353 et 6355 du réseau interurbain de l'Oise.
En 2024 également, les lignes d'autobus no 1 (Bailleval - gare de Creil) et no 6 (Angicourt - gare de Rantigny) de la Vallée Dorée desservent Liancourt.

## Toponymie
Le nom de la localité est attesté sous la forme Landulficurtis en 828, c'est-à-dire « domaine de Landulf », du bas latin curtis ou gallo-roman *CORTE « domaine, ferme », et d'un anthroponyme germanique composé des éléments *landa « territoire », et wulf « loup ». Les formations toponymiques médiévales en -court sont caractéristiques de la zone d'extension primitive des Francs et l'appellatif -court traduit l'appellatif germanique -hove, -hof « cour, ferme »

## Histoire

### Moyen Âge
Une motte castrale subsiste dans « le parc du bas », dont il reste un monticule qui semble attester une présence romaine dans la région.
La ville a connu tous les fléaux et les tourments de l'histoire : les ravages effectués par les Normands en 860 et en 891, la Jacquerie de 1358 et celle de 1429, la peste de 1348, celle de 1625, les famines qui se sont suivies, aggravées par les hivers rigoureux - les hommes étaient contraints à peler les arbres pour en manger les écorces - étés caniculaires, ou encore pluies de hannetons[réf. nécessaire].

### Temps modernes

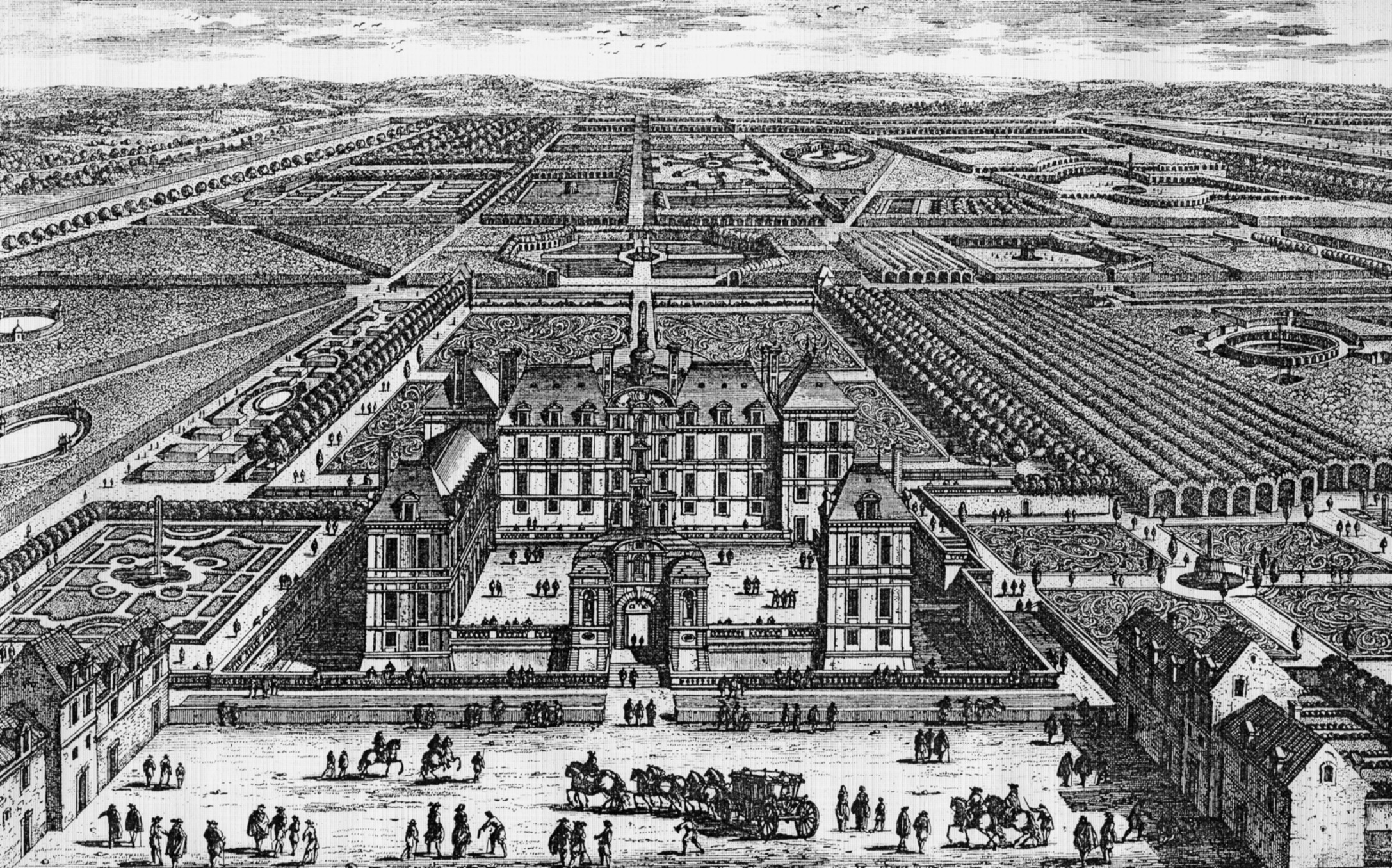
Château au XVIIIe siècle.

Au XVIIe siècle, la ville s'appelait Liancourt-les-Belles-Eaux. L'agencement de son château, de ses jardins, de ses fontaines et de ses canaux auraient servi de modèle au prestigieux Versailles[réf. nécessaire].
La ville-seigneurie a appartenu à une très ancienne famille charentaise, la Maison de La Rochefoucauld (depuis 1674, par leurs ancêtres maternels Du Plessis-Liancourt : cf. Antoinette et Roger), dont les membres le plus illustres sont François de La Rochefoucauld, auteur des Maximes et François XII de La Rochefoucauld, duc de Liancourt (1747-1827), statufié sur la place de la ville. Il a créé la Ferme de la Montagne, école de formation professionnelle pour les orphelins de la région en 1776, à l'époque de la Guerre d'Indépendance américaine. Cette expérience pilote et totalement novatrice qui préfigure la création en 1780 à la première école des Arts et Métiers.
En 1780, 1780, le Duc François XII de La Rochefoucauld crée à Liancourt dans la ferme de la Montagne, une école pour y éduquer les pupilles de son régiment de cavalerie, devenu plus tard le 11e dragons, avec le concours de Monge, Berthollet, Chaptal et Laplace. L'école devient en 1788 l'École des Enfants de la Patrie sous la protection du roi et compte jusqu'à 130 élèves.

### Révolution française et Empire
Lors de la Révolution française, Liancourt est renommée Unité-sur-Oise.
L'école devient en 1792, après l'exil du duc de La Rochefoucauld-Liancourt, l'école des Enfants de l'armée. En 1795, les élèves des deux écoles des Orphelins de la Patrie de Paris sont déplacés à Liancourt dans l'école des Enfants de l'armée qui est alors transférée au château de Liancourt. Après la transformation en 1803 du collège de Compiègne du Prytanée français en école d'arts et métiers, l'école de Liancourt y est transférée. En 1806 les élèves de l'école de Compiègne sont installés à Châlons-sur-Marne dans l'École impériale d'Arts et Métiers de Châlons-sur-Marne, à l'origine de l'actuelle école d'ingénieurs Arts et Métiers ParisTech et de toute l'histoire de ses élèves, les gadzarts.

### Époque contemporaine

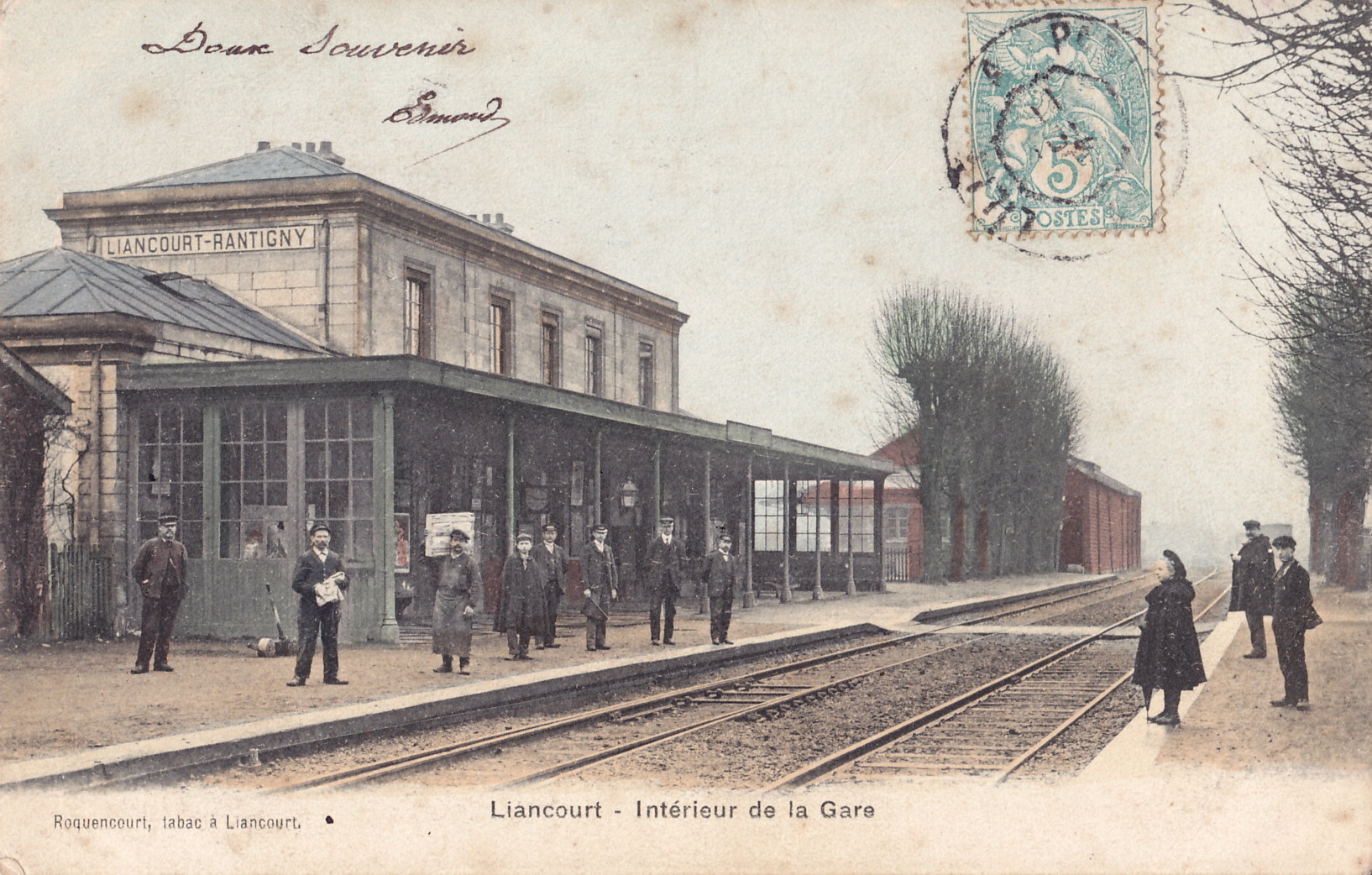
La commune est reliée au chemin de fer depuis 1846.
Ici, intérieur de la gare de Liancourt - Rantigny, photographiée avant la Première Guerre mondiale.

François XII de La Rochefoucauld, duc de Liancourt, est fondateur, en 1818, de la Caisse d'Épargne de Paris.
En 1837, on compte à Liancourt un moulin à eau, une faïencerie, une filature, une manufacture de coton tissé, une manufacture de cardes, des ateliers de sabotterie et de corderie.
En 1846 est créée par la Compagnie des chemins de fer du Nord la gare de Liancourt - Rantigny, facilitant les déplacements des personnes et le transport des marchandises.

## Politique et administration

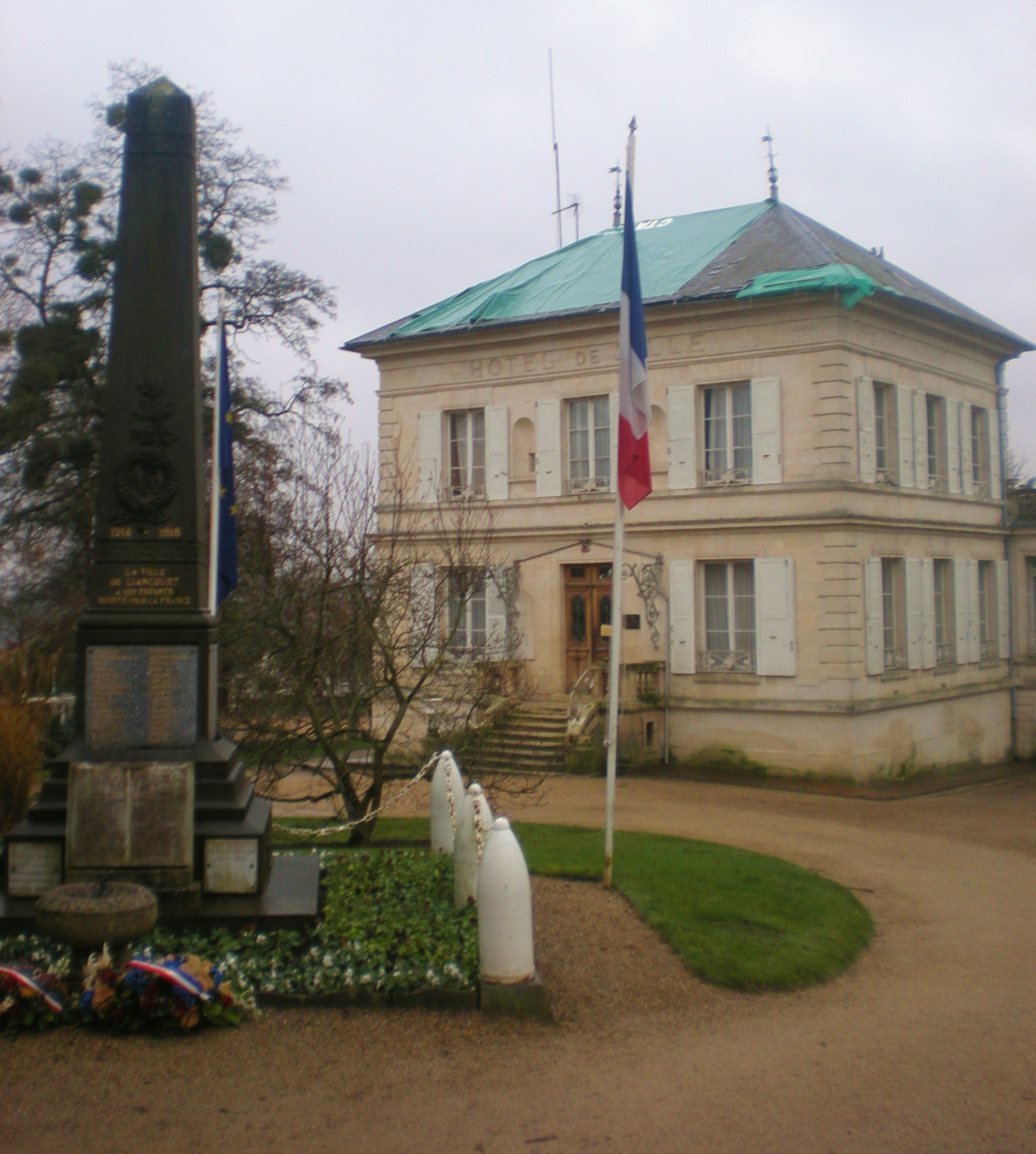
L'hôtel de ville et le monument aux morts entourés de leur parc.

### Rattachements administratifs et électoraux
La commune se trouve dans l'arrondissement de Clermont du département de l'Oise. Pour l'élection des députés, elle fait partie de la septième circonscription de l'Oise.
Elle était depuis 1802 le chef-lieu du canton de Liancourt. Dans le cadre du redécoupage cantonal de 2014 en France, elle est désormais intégrée au canton de Clermont.

### Intercommunalité
La commune fait partie de la Communauté de communes du Liancourtois, dite de la vallée dorée.

### Rattachements administratifs et électoraux

#### Rattachements administratifs
La commune se trouve depuis 1942 dans l'arrondissement de Clermont du département de l'Oise.
Elle était depuis 1802 le chef-lieu du canton de Liancourt. Dans le cadre du redécoupage cantonal de 2014 en France, cette circonscription administrative territoriale a disparu, et le canton n'est plus qu'une circonscription électorale.

#### Rattachements électoraux
Pour les élections départementales, la commune fait partie depuis 2014 du canton de Clermont.
Pour l'élection des députés, elle fait partie de la septième circonscription de l'Oise.

### Intercommunalité
Liancourt est membre de la communauté de communes du Liancourtois - la Vallée dorée, un établissement public de coopération intercommunale (EPCI) à fiscalité propre créé inistialement en 1963 sous le statut de district et auquel la commune a transféré un certain nombre de ses compétences, dans les conditions déterminées par le code général des collectivités territoriales.

### Tendances politiques et résultats
Lors des élections municipales de 2014 dans l'Oise, la liste PS menée par le maire sortant Roger Menn est la seule candidate et obtient la totalité des 1 372 suffrages exprimés. Elle est donc élue en totalité et 11 de ses membres siègent également au conseil communautaire.
Lors de ce scrutin, 50,86 % des électeurs se sont abstenus et 25,76 % des votants ont choisis un bulletin blanc ou nul.
Lors du premier tour des élections municipales de 2020 dans l'Oise, la liste d'union de la gauche (PS) menée par le maire sortant Roger Menn obtient la majorité absolue des suffrages exprimés, avec 873 voix (52,62 %, 22 conseillers municipaux élus dont 8 communautaires), devançant de 87 voix la liste DVD (LR) menée par Ophélie Van Elsuwe  qui a recueilli 786 voix (47,38 %, 7 conseillers municipaux dont 2 communautaires).
Lors de ce scrutin marqué par la pandémie de Covid-19 en France , 52,85 % des électeurs se sont abstenus.

### Liste des maires
| Période                                  | Période                       | Identité                                      | Étiquette | Qualité |
| ---------------------------------------- | ----------------------------- | --------------------------------------------- | --------- | --- |
| Les données manquantes sont à compléter. |                               |                                               |           | |
| 1792                                     | 1795                          | Louis Baigue                                  |           | |
| 1795                                     | 1796                          | Jean André Perville                           |           | |
| 1769                                     | 1797                          | M. Crotey-Bonval                              |           | |
| 1797                                     | 1800                          | Pierre Joseph Godde                           |           | |
| 1800                                     | 1802                          | Thomas Leclerc                                |           | |
| 1802                                     | 1805                          | François Maupin du Clozeau                    |           | |
| 1805                                     | 1813                          | François XIII de La Rochefoucauld             |           | |
| 1813                                     | 1814                          | Louis François Joseph Darly                   |           | |
| 1814                                     | 1815                          | Antoine Paris                                 |           | |
| 1815                                     | 1832                          | Pierre Joseph Godde                           |           | |
| 1832                                     | 1841                          | Cosme Fulgence Pillon                         |           | |
| 1841                                     | 1848                          | Frédéric Gaëtan de La Rochefoucauld-Liancourt |           | |
| 1848                                     | 1850                          | Hippolyte Maupin                              |           | |
| 1850                                     | 1854                          | Frédéric Gaëtan de La Rochefoucauld-Liancourt |           | |
| 1854                                     | 1865                          | Louis Chevallier                              |           | |
| 1865                                     | 1870                          | Philippe Latour                               |           | |
| 1870                                     | 1871                          | Jean-Baptiste Ponthieu                        |           | |
| 1871                                     | 1874                          | Joseph Jolidon                                |           | |
| 1874                                     |                               | François Émilien de La Rochefoucauld          |           | |
| 1875                                     | 1876                          | François Auguste Marie de La Rochefoucauld    |           | |
| 1876                                     | 1878                          | Léon Ernest Menu                              |           | |
| 1878                                     | 1880                          | Louis Joseph Cuvinot                          |           | |
| 1880                                     | 1881                          | Antoine Pinçon                                |           | |
| 1881                                     | 1892                          | Edmond Jolidon                                |           | |
| 1892                                     | 1904                          | Pierre Eugène Charton                         |           | |
| 1904                                     | 1914                          | Arthur Debeaupuis                             |           | |
| 1914                                     | 1918                          | Anatole Dauchin                               |           | |
| 1918                                     | 1925                          | Arthur Debeaupuis                             |           | |
| 1925                                     | 1927                          | Maxime Aurélien Duhamel                       |           | |
| 1927                                     | 1929                          | Édouard Malard                                |           | |
| 1929                                     | 1931                          | Léonce Faure                                  |           | |
| 1931                                     | 1944                          | Jacques Paul Soulier                          |           | |
| 1944                                     | 1945                          | Paul Sarouille                                |           | |
| 1945                                     | 1947                          | Charles Maine                                 |           | |
| 1947                                     | 1948                          | Alphonse Guillaumet                           |           | |
| 1949                                     | 1953                          | Georges Le Noël                               |           | |
| 1953                                     | 1965                          | Pierre Boreau                                 |           | |
| 1965                                     | 1967                          | Marc Gorecki-Leroy                            |           | |
| 1967                                     |                               | Lucien Charton                                |           | |
| 1967                                     | 1974                          | Robert Hersant,                               | UDF       | Patron de presse Maire de Ravenel (1953 → 1969) |
| Les données manquantes sont à compléter. |                               |                                               |           | |
| 1989                                     | juillet 2024                  | Roger Menn,                                   | PS        | Chercheur Président de l'OPAC Oise Habitat Conseiller général de Liancourt (1988 → 2015) Président ( → 1995) puis vice-président à la CC du Liancourtois - la Vallée dorée (1995 → ) Démissionnaire |
| juillet 2024,                            | En cours (au 7 novembre 2024) | Laëtitia Coquelle                             | PS        | Éducatrice spécialisée |

### Jumelages
- Mainburg (Allemagne) depuis 1997[37].
- Olgiate Comasco (Italie) depuis 1972[38].

| La commune de Mainburg en Allemagne · La commune de Olgiate Comasco en Italie |

## Équipements et services publics

### Espaces publics
Une fleur est attribuée en 2007 au Concours des villes et villages fleuris.

### Enseignement
Liancourt dépend de l'académie d'Amiens.
La ville accueille trois écoles maternelles, deux écoles élémentaires et un collège, :
- le groupe scolaire Jean-Macé (maternelle et élémentaire) ;
- le groupe scolaire Albert-Camus (maternelle et élémentaire) ;
- l'école maternelle Jean-de-La Fontaine ;
- le collège de la Rochefoucauld, qui accueille également les élèves d'Angicourt, de Bailleval, de Labruyère, de Mogneville, de Rosoy et de Verderonne.

### Équipements culturels
Médiathèque Lucien-Charton, ouverte en 2011 dans les locaux des anciens communs du château de la Rochefoucauld.
Le Centre culturel Alexandre Urbain 5 rue du Général Leclerc comprend : une salle de spectacle, une école de musique, une école d'arts plastique et une école d'expression orale et théâtrale.

### Sports
Liancourt possède : 
- deux gymnases : au collège et la salle Guy-Lejeune ;
- un stade (dans le quartier de la Faïence) ;
- un centre aquatique intercommunal (Piscine de la Vallée Dorée)n doté d'un toboggan ludique[42] ;
- Un city stade à proximité du centre aquatique.

### Santé
- L'hôpital Villemin-Paul-Doumer, centre hospitalier dépendant de l'Assistance publique - hôpitaux de Paris (AP-HP).

- L'EHPAD de Liancourt, maison de retraite de 198 lits.

### Justice, sécurité, secours et défense
Le Centre pénitentiaire de Liancourt a été ouvert en 2004. Avant 2004, il était un établissement spécialisé notamment dans les longues peines et où, entre 1995 et 1999, le cinéaste Francis Fehr a initié l'opération "Ecrire Enfermé",.
Il comprend  quatre bâtiments de détention :

- un affecté au régime maison d'arrêt (246 places) ;

- deux sous le régime de centre de détention (384 places) ;

- un quartier réservé aux détenus mineurs (20 places).
Chaque cellule est équipée d'une douche, on compte 10 m2 pour une simple et 14 m2 pour une double. Des cellules de 20 m2 adaptées existent pour les personnes handicapées. L'établissement dispose d'un terrain de football, d'un gymnase, d'une bibliothèque et d'un centre scolaire. Dans le quartier des mineurs, les gardiens sont en tenue de sport. Ce centre a fait parler de lui en 2007 dans une affaire de violences sur détenus, où le directeur a été muté
La commune s'est dotée d'un service de police municipale.
Un centre de secours de sapeurs-pompiers implantée à Liancourt assure la défense contre l'incendie et les secours de la population.

## Population et société

### Démographie

#### Évolution démographique
L'évolution du nombre d'habitants est connue à travers les recensements de la population effectués dans la commune depuis 1793. Pour les communes de moins de 10 000 habitants, une enquête de recensement portant sur toute la population est réalisée tous les cinq ans, les populations de référence des années intermédiaires étant quant à elles estimées par interpolation ou extrapolation. Pour la commune, le premier recensement exhaustif entrant dans le cadre du nouveau dispositif a été réalisé en 2007.

En 2022, la commune comptait 6 884 habitants, en évolution de −1,46 % par rapport à 2016 (Oise : +0,87 %, France hors Mayotte : +2,11 %).
| 1793  | 1800 | 1806  | 1821  | 1831  | 1836  | 1841  | 1846  | 1851  |
| ----- | ---- | ----- | ----- | ----- | ----- | ----- | ----- | ----- |
| 1 074 | 962  | 1 236 | 1 262 | 1 266 | 1 292 | 1 364 | 1 325 | 1 345 |

| 1856  | 1861  | 1866  | 1872  | 1876  | 1881  | 1886  | 1891  | 1896  |
| ----- | ----- | ----- | ----- | ----- | ----- | ----- | ----- | ----- |
| 2 300 | 2 612 | 3 112 | 3 917 | 4 053 | 4 652 | 4 286 | 4 033 | 4 169 |

| 1901  | 1906  | 1911  | 1921  | 1926  | 1931  | 1936  | 1946  | 1954  |
| ----- | ----- | ----- | ----- | ----- | ----- | ----- | ----- | ----- |
| 3 999 | 3 924 | 3 928 | 3 630 | 3 469 | 3 327 | 3 120 | 3 391 | 4 046 |

| 1962  | 1968  | 1975  | 1982  | 1990  | 1999  | 2006  | 2007  | 2012  |
| ----- | ----- | ----- | ----- | ----- | ----- | ----- | ----- | ----- |
| 4 850 | 5 078 | 5 750 | 6 112 | 6 178 | 6 476 | 7 110 | 7 194 | 7 245 |

| 2017  | 2022  | - | - | - | - | - | - | - |
| ----- | ----- | - | - | - | - | - | - | - |
| 6 880 | 6 884 | - | - | - | - | - | - | - |

#### Pyramide des âges
La population de la commune est relativement jeune.
En 2018, le taux de personnes d'un âge inférieur à 30 ans s'élève à 39,8 %, soit au-dessus de la moyenne départementale (37,3 %). À l'inverse, le taux de personnes d'âge supérieur à 60 ans est de 20,9 % la même année, alors qu'il est de 22,8 % au niveau départemental.
En 2018, la commune comptait 3 534 hommes pour 3 417 femmes, soit un taux de 50,84 % d'hommes, légèrement supérieur au taux départemental (48,89 %).
Les pyramides des âges de la commune et du département s'établissent comme suit.
| Hommes | Classe d’âge | Femmes |
| ------ | ------------ | ------ |
| 0,4    | 90 ou +      | 2,3    |
| 5,0    | 75-89 ans    | 9,5    |
| 12,2   | 60-74 ans    | 12,6   |
| 17,1   | 45-59 ans    | 17,7   |
| 24,0   | 30-44 ans    | 19,8   |
| 21,0   | 15-29 ans    | 18,2   |
| 20,3   | 0-14 ans     | 20,1   |

| Hommes | Classe d’âge | Femmes |
| ------ | ------------ | ------ |
| 0,5    | 90 ou +      | 1,4    |
| 5,5    | 75-89 ans    | 7,6    |
| 15,6   | 60-74 ans    | 16,3   |
| 20,8   | 45-59 ans    | 20     |
| 19,4   | 30-44 ans    | 19,4   |
| 17,6   | 15-29 ans    | 16,2   |
| 20,6   | 0-14 ans     | 19,1   |

### Manifestations culturelles et festivités
Fête communale et Grande cavalcade. Depuis 1999, en juin, la commune organise une Grande Cavalcade, grand défilé de chars fleuris l'après midi et illuminés le soir à la tombée de la nuit. Cette grande fête populaire se termine par un grand feu d'artifice tiré depuis la place Verte pour clore cette manifestation très appréciée.[réf. nécessaire]

### Cultes
Les fidèles catholiques disposent de l'église Saint-Martin, rattachée depuis 2024 à la paroisse de la « Miséricorde divine en Clermontois », constituée par la réunion des aanciennes paroisses du Cœur du Christ (Clermont), du Liancourtois-Saint Martin et du Pays de Chaussée (Saint-Just).

### Médias
Liancourt ne possède pas de médias basés dans la ville. Des équipes de journaux quotidiens locaux et régionaux (Le Bonhomme picard, Le Courrier picard, Le Parisien...) se relayent les informations locales. La chaîne régionale est France 3 Picardie, basée à Amiens.

## Culture locale et patrimoine

### Lieux et monuments
Les anciennes dépendances du château de Liancourt  Inscrit MH (1930, Anciennes dépendances comprenant les communs, le pavillon du jardinier et la laiterie) datant du XVIIIe siècle et comprennant les communs, le pavillon du jardinier et la laiterie,, ainsi que leur parc. 
Le château a été détruit,.

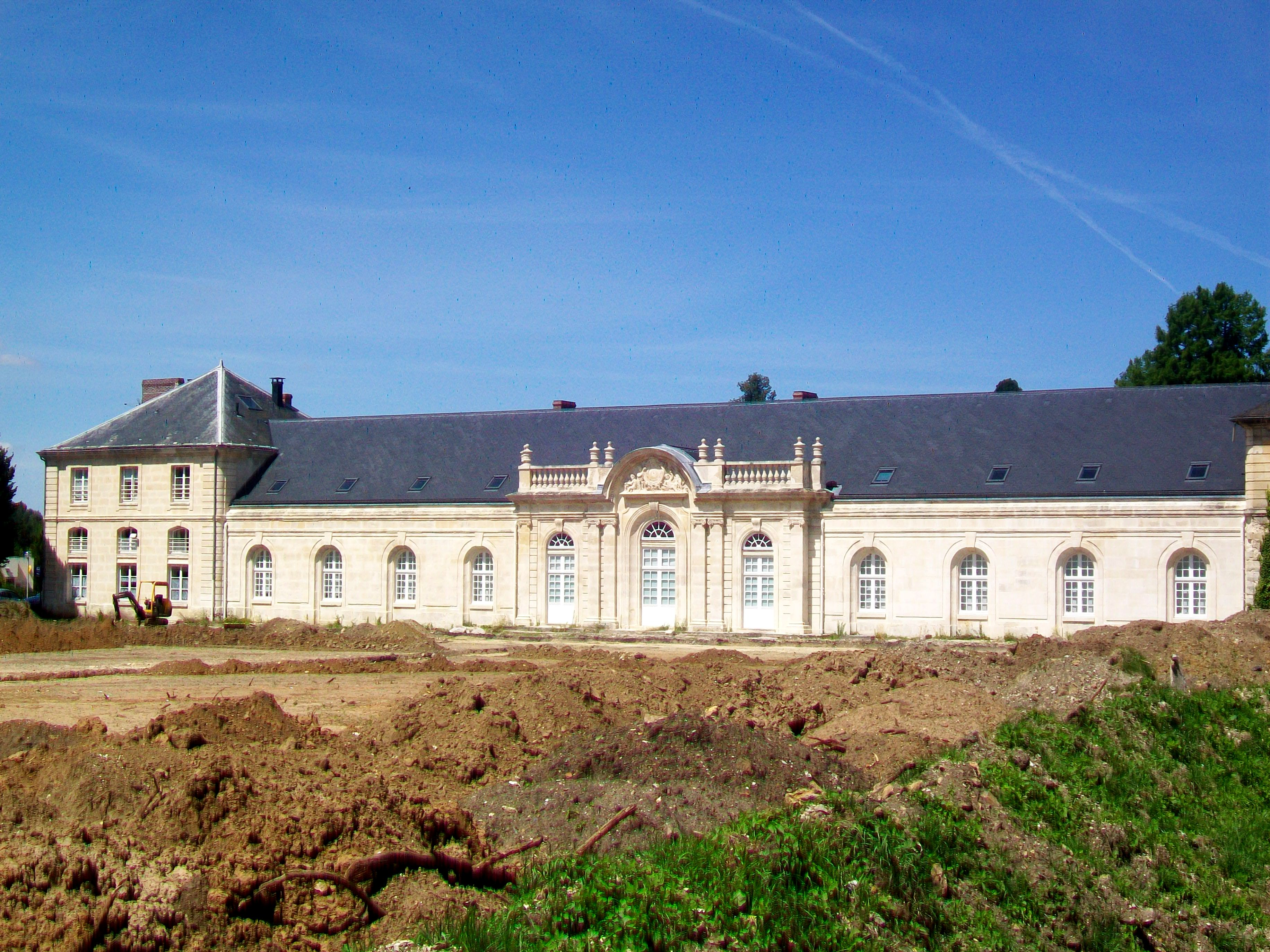
Communs du château de La Rochefoucauld, façade sud.
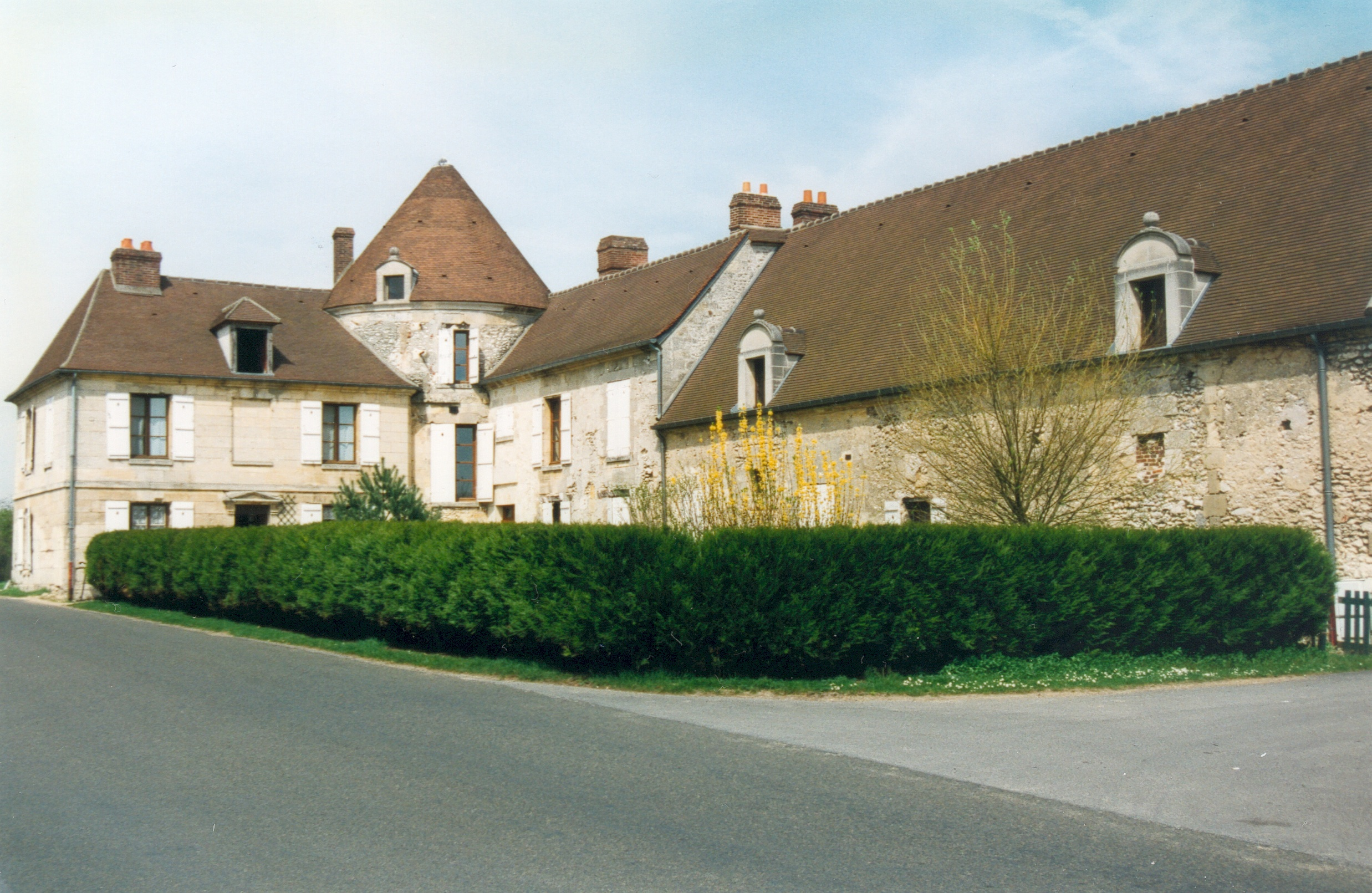
La ferme de la Montagne, musée national Gadzarts.
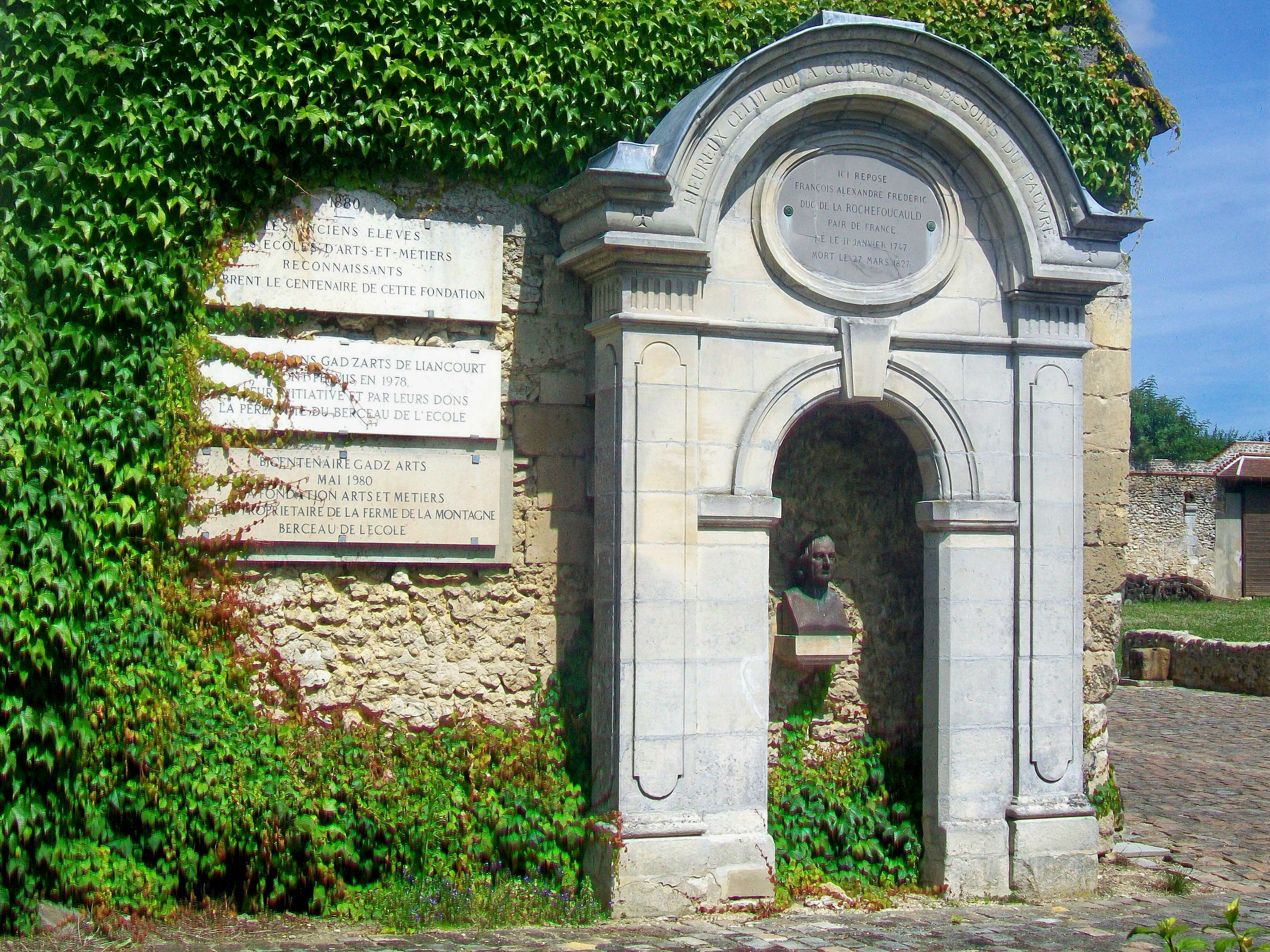
Tombeau du duc de La Rochefoucauld-Liancourt.
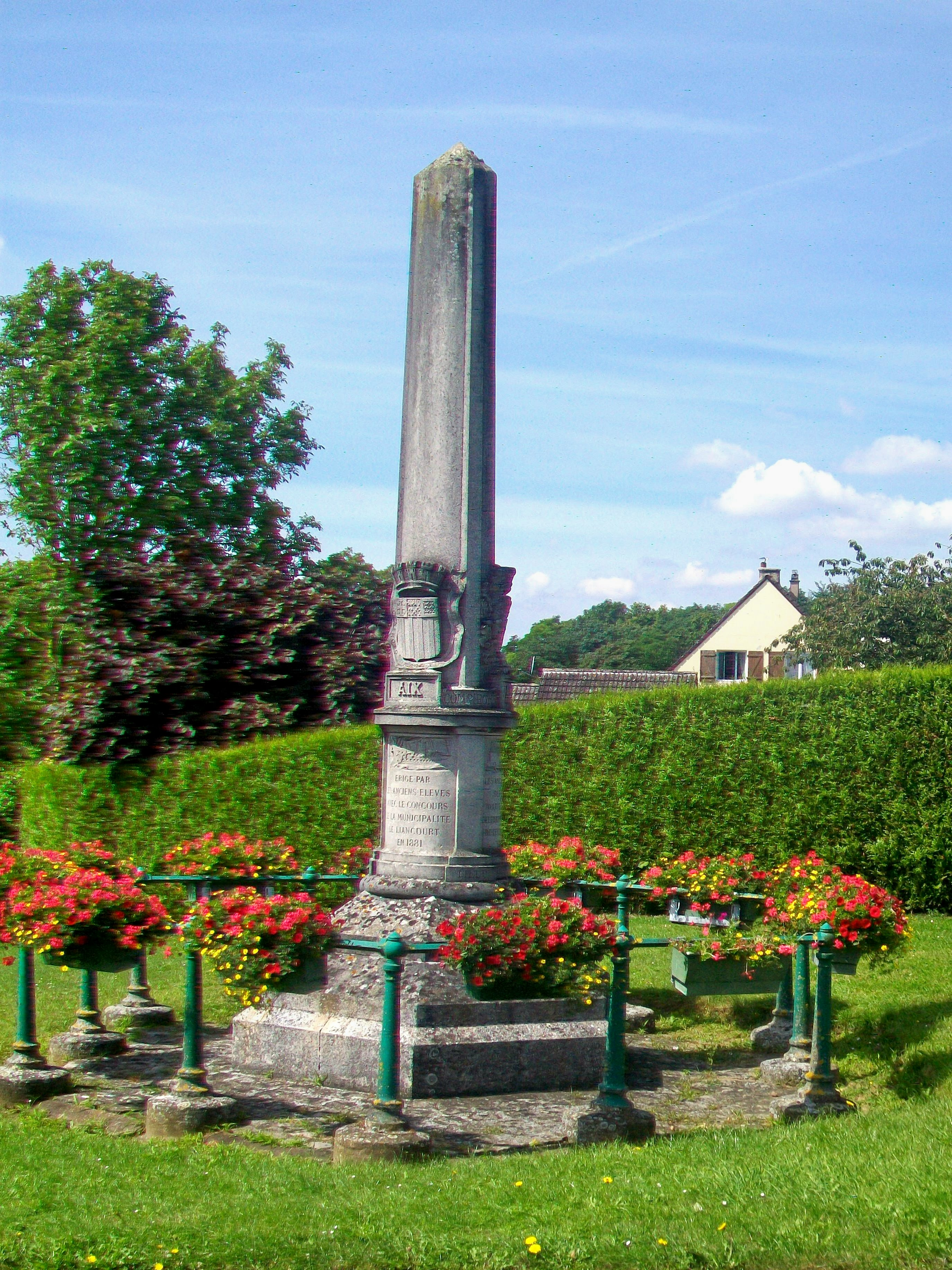
Colonne des Arts et Métiers.
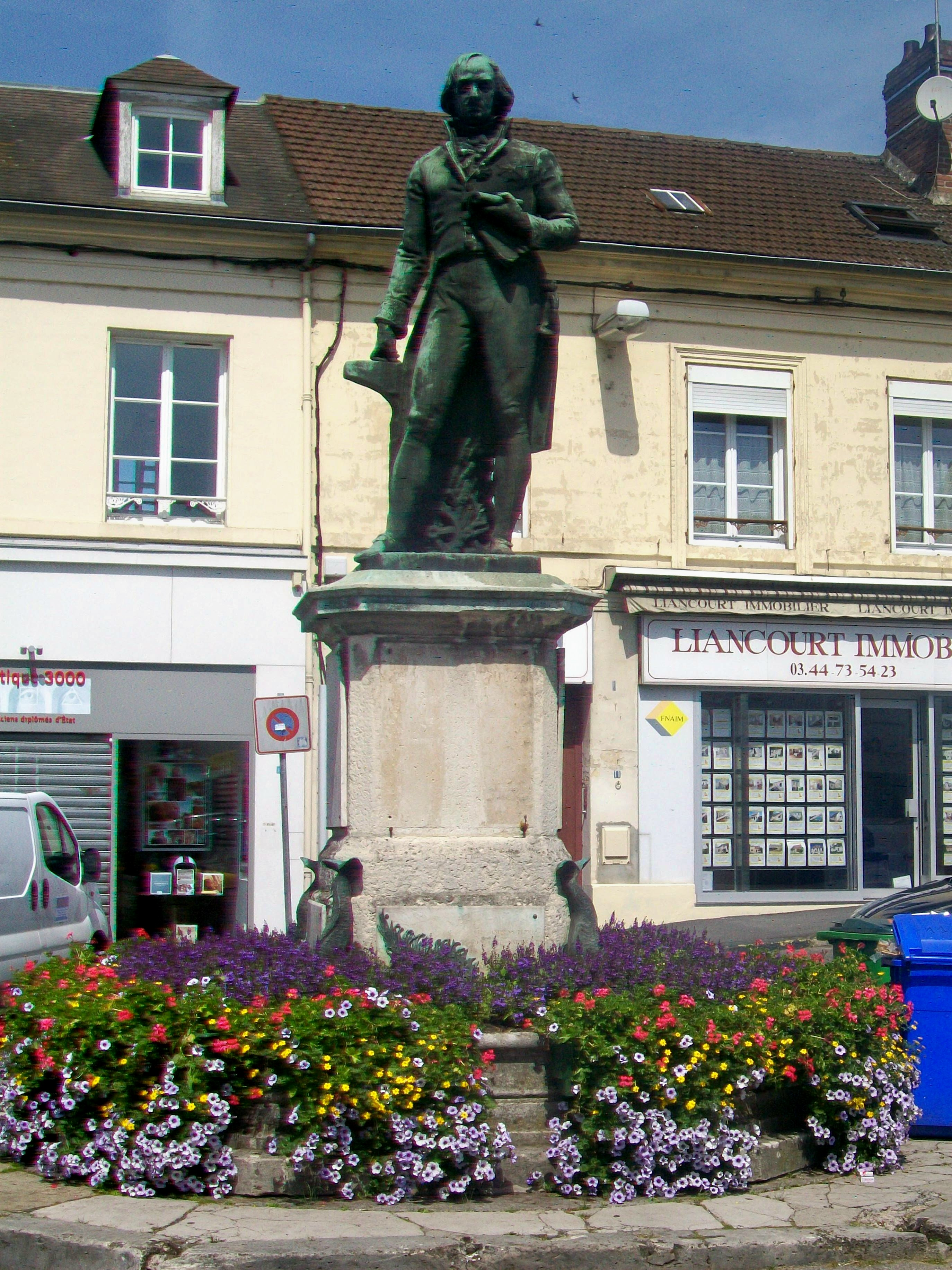
Statue du duc de La Rochefoucauld-Liancourt.

On peut également signaler : 
- Le musée national Gadzarts, dans la ferme de la Montagne ou de la Faïence, rue de la Faïence : La Fondation des Arts et métiers a acheté, un peu avant 1980, l'ancienne ferme de la Montagne dans laquelle le duc de La Rochefoucauld-Liancourt avait fondé une première école, en 1780, pour des pupilles de son régiment de dragons. Cette école a été la forme primitive des écoles impériales d'Arts et Métiers fondée en 1804 par Napoléon Ier en transférant l'école de Liancourt à Compiègne, puis, en 1806, à Châlons-en-Champagne[59]. 
La Fondation des Arts et Métiers a racheté en 1973 la Ferme de la montagne, tombée en ruine et y a fondé le Centre historique des Arts et Métiers, un pôle d’éducation, de culture et de promotion scientifique et technique comprenant un musée et un centre d’archive, et qui accueille chaque année environ 3000 personnes[60],[61]

- Le tombeau du duc de La Rochefoucauld-Liancourt, à gauche du portail de la cour de ferme : le monument funéraire du tombeau du duc de La Rochefoucauld-Liancourt s'appuie contre le mur-pignon d'un ancien bâtiment agricole. Il est assorti de trois plaques commémoratives installées à de différentes occasions par les anciens élèves.
- La colonne des Arts et Métiers, rue des Arts-et-Métiers (RD 137) / rue de la Faïence, à la sortie nord-est de la ville et à 250 m du musée Gadzarts : elle a été élevée en 1882 par les Gadzarts à l'occasion du centenaire de la création de leur première école, et rappelle les autres écoles des Arts et Métiers fondées en France[62].
- Statue de la Rochefoucauld-Liancourt, place Rochefoucauld : elle a été érigée par les anciens élèves des écoles et par la population sur la place du même nom et inaugurée pour la première fois le 6 octobre 1861. Sans le piédestal, la statue mesure 2,6 m de haut. Enlevée par les Allemands le 24 février 1942, elle est refondue en plein bronze par les Gadzarts et remise en place le 24 juin 1951 en présence du duc de Liancourt[62].
- L'hôtel de ville, le monument aux morts et son parc, rue Jules-Michelet : Le bâtiment de la mairie est une ancienne résidence bourgeoise. Grâce aux dispositions testamentaires prises par sa dernière propriétaire, Mme Gromard, la ville a pu l'acquérir à des conditions très avantageuses. L'inauguration a eu lieu le 15 juillet 1905. À la fin des années 1960, le plan d'urbanisme prévoit la destruction de la mairie et de son parc[63], projet finalement non réalisé. L'ensemble a ensuite été restauré.
- L'église Saint-Martin (du XIIe au XVIe siècle), place du chanoine Snejdareck : elle présente sous un vaste toit de tuile une nef de la fin de la période romane et ses collatéraux. Il y avait autrefois trois toitures différentes. Le clocher, aux baies lancéolées, et la façade ont été modifiés à partir de 1578, lors de l'édification du chœur, du transept et des chapelles avec leurs caveaux (XVIe siècle). Elle est placée sous le vocable de saint Martin. Sa façade offre une représentation du saint patron, une plaque de métal sculptée où on le voit couper son manteau, sa cape, en deux à l'aide de son épée. Roger du Plessis-Liancourt et son épouse Jeanne de Schomberg sont inhumés dans le caveau de la chapelle de face, sans monument ni inscription[64]. L'église possède cinq objets classés : la dalle funéraire d'Hélie Monnet et Catherine Bazar[65], la dalle funéraire de Jacques de Langle et Marie de Auger[66], la dalle funéraire à effigie gravée de Mathurin Serault[67] et les fonts baptismaux[68], tous classés en 1912 et le monument funéraire de Charles du Plessis et d'Antoinette de Pons composé de leur statue de marbre (classé depuis 1886)[69].
- Parc de Liancourt, à l'ouest du centre-ville, au nord du château.
- La pyramide au souvenir de Georges de La Rochefoucauld (1829-1861), quartier des Ducs, rue de la Pyramide.
- Villas et maisons industrielles, au centre-ville et le long de la rue Albert-Ier entre le centre et la gare de Liancourt - Rantigny.
- Maisons réalisées entre 1976 et 1978 rue Jacques-Monod dans le cadre du projet  « Modèles Innovations », et conçues par les architectes Kalt, Pouradier, Duteil, Vignal, Schoeller et Charras. Cette expérimentation était centrée sur des innovations technologiques de préfabrication et d’industrialisation dans leur procédé de construction ainsi que sur des expérimentations typologiques et morphologiques favorisantt la flexibilité et la polyvalence des espaces intérieurs et extérieurs. Elles sont considérées comme des jalons du logement collectif dans la seconde moitié du XXe siècle[70].
- La piscine de Liancourt, réalisation d’un prototype conçu par Robert Hirt dans le cadre d’un projet primé au concours national de 1969 sur les piscines transformables[71],[72].

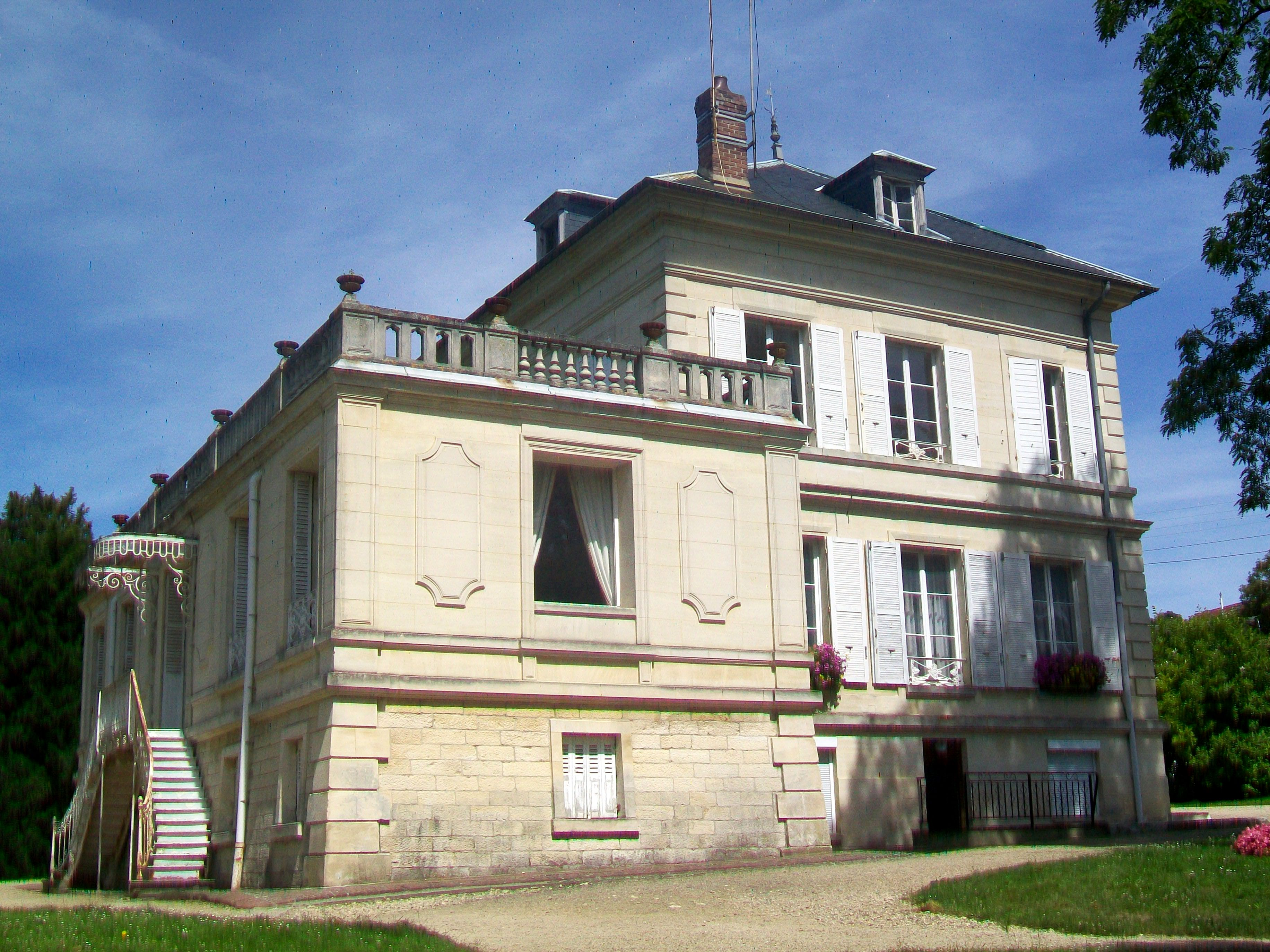
L'hôtel de ville, façade sud sur le parc.
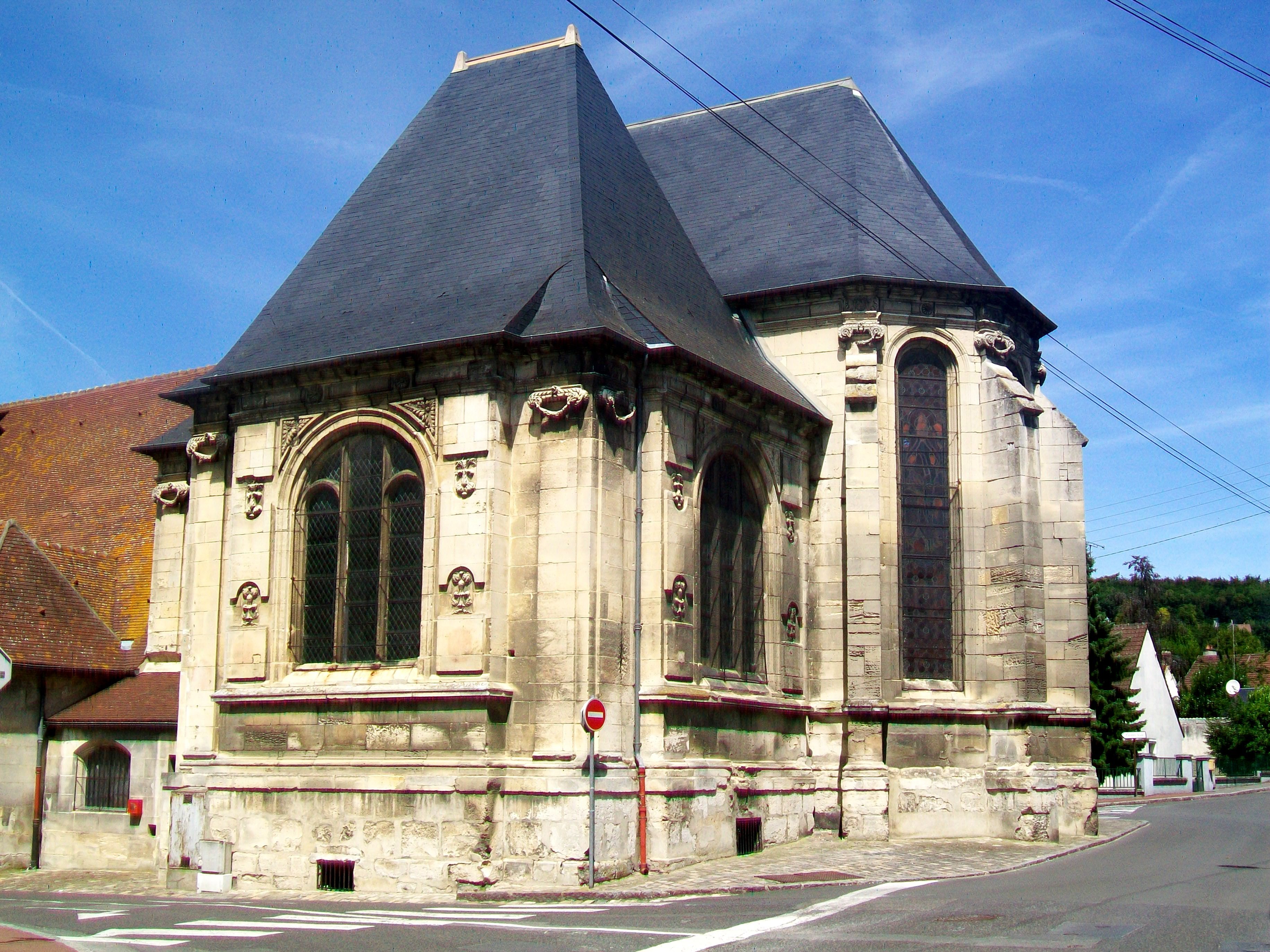
Église Saint-Martin, transept sud et chœur Renaissance.
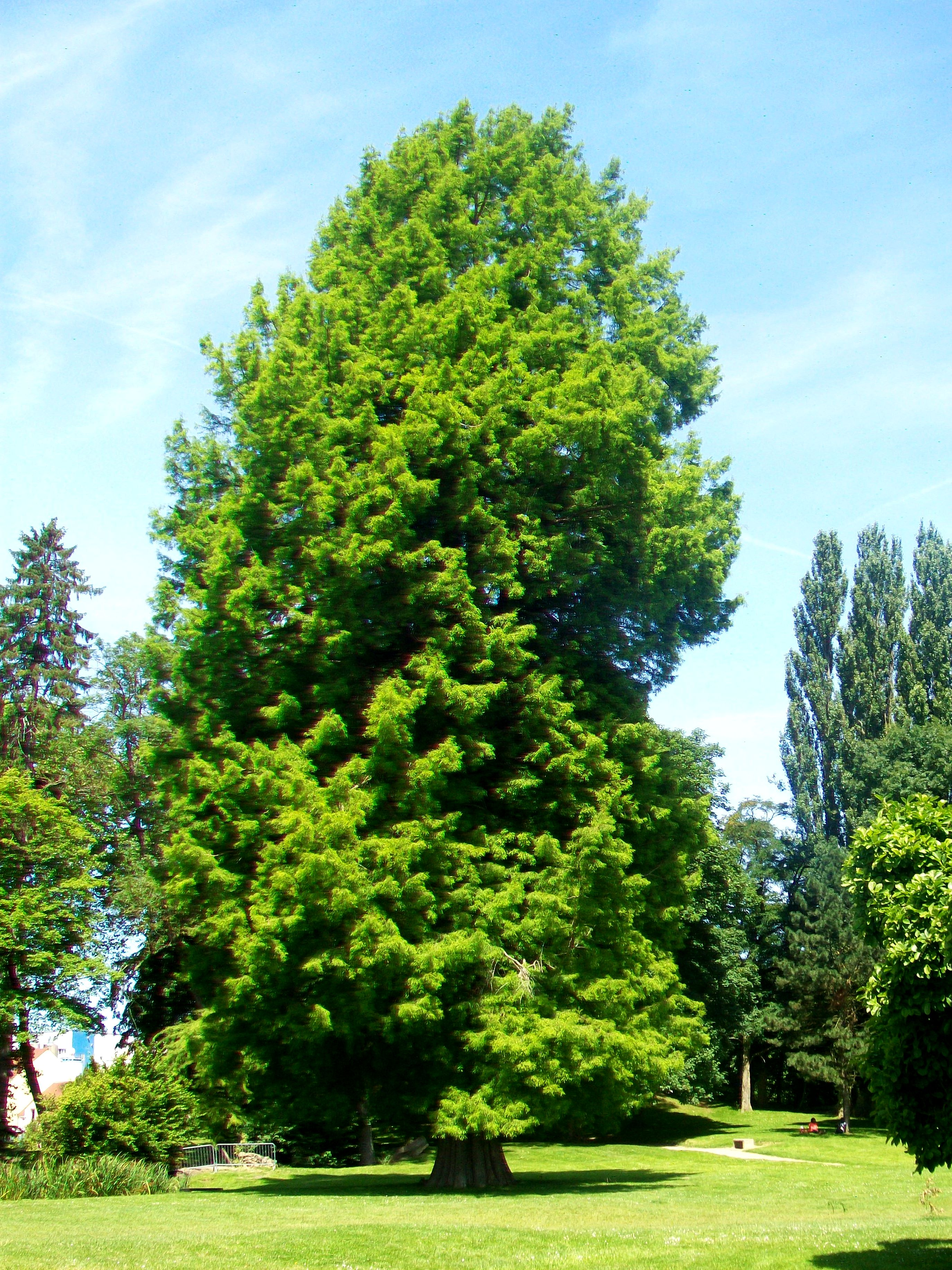
Grand séquoia au parc municipal.
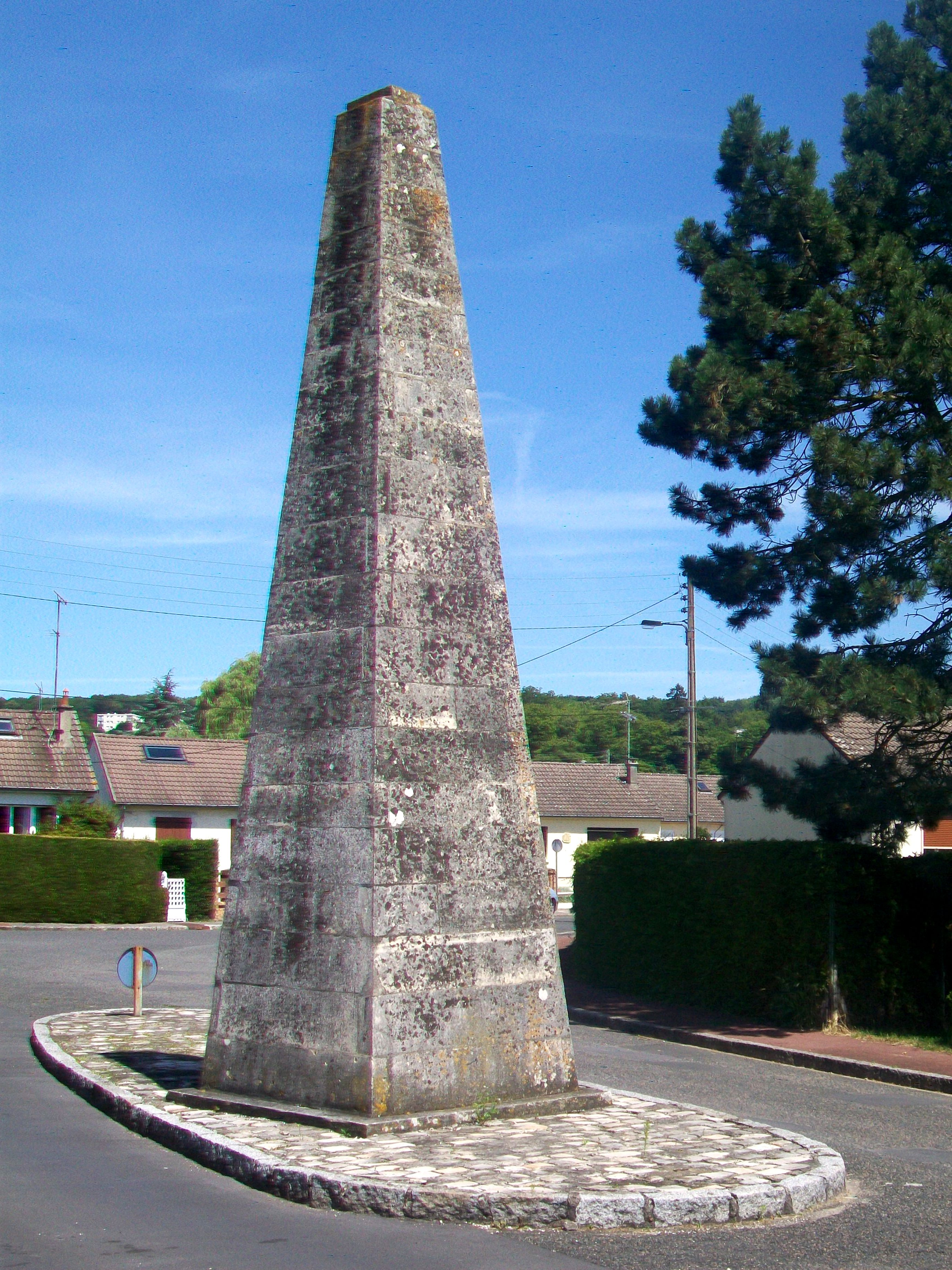
La pyramide pour Georges de La Rochefoucauld.
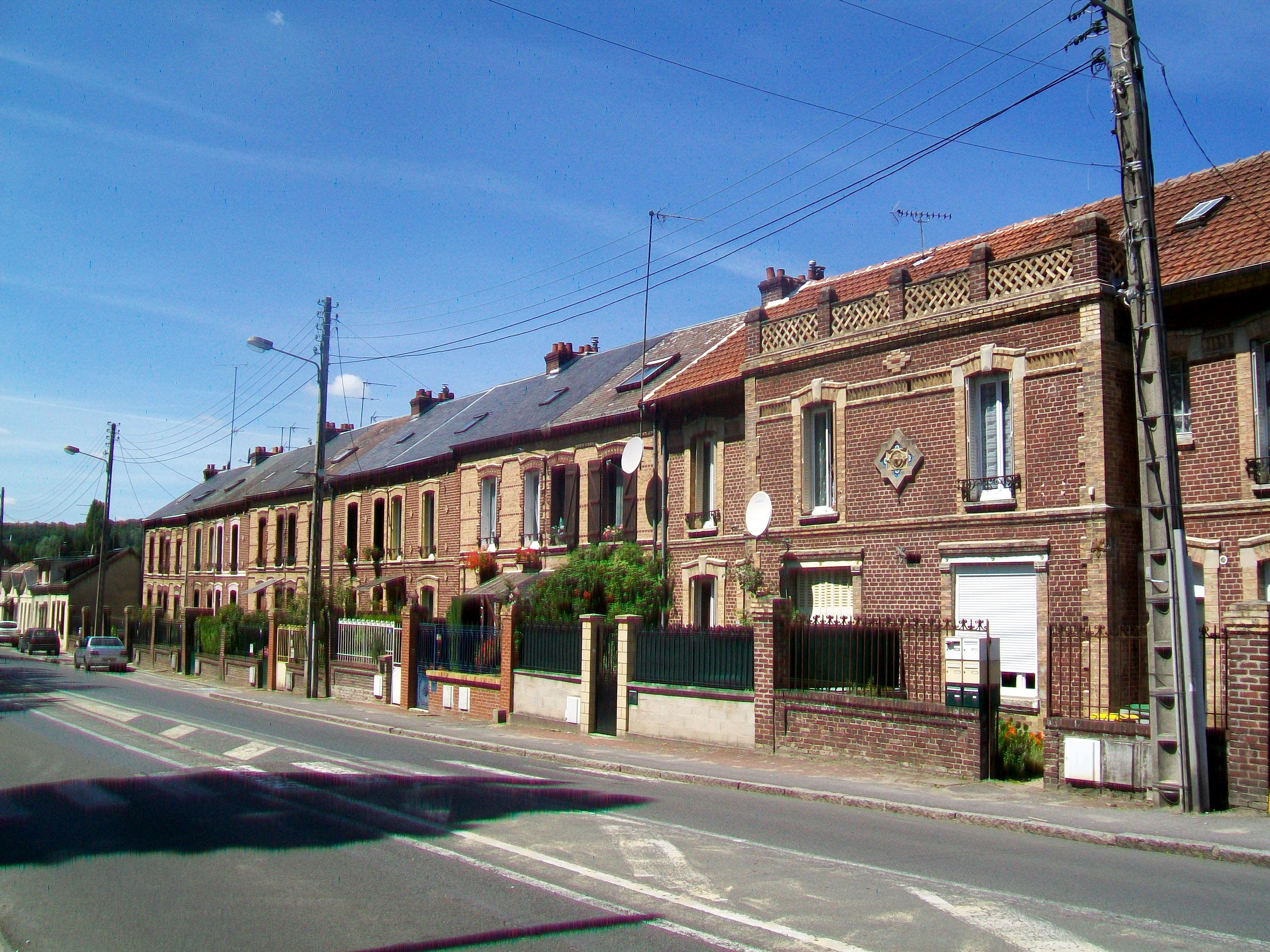
Maisons ouvrières sur la rue Albert-1er.

### Personnalités liées à la commune
- Roger du Plessis-Liancourt (vers 1598-1674), duc de La Roche-Guyon en 1643, marquis de Liancourt en 1673[73], militaire français, premier gentilhomme de la Chambre et premier écuyer de la Petite Écurie sous le règne de Louis XIII.
- François XII de La Rochefoucauld, duc de Liancourt (1747-1827), homme politique, militaire, scientifique, philanthrope et pair français, membre de l'Académie des sciences. Épris de progrès technique, il a notamment fondé la ferme modèle de Liancourt en 1769, l'École nationale supérieure d'arts et métiers en 1780 et la Caisse d'Épargne et de Prévoyance de Paris (première caisse d'épargne en France) en 1818.
- Claude Joseph Ferry (1756-18454), professeur de génie militaire, élu député des Ardennes à la Convention nationale. Il a collaboré à l’Encyclopédie méthodique[74] et à la création du calendrier républicain, y est mort.
- Paul Cuvinot (1837-1920), homme politique, sénateur de l'Oise, y est né.
- Émile Chevallier (1851-1902), économiste et homme politique, député de l'Oise de 1893 à 1902, y est né.
- Rose Cremer dite Rose Grane (1889-1931), actrice française de théâtre et de cinéma de la période du muet, y est née.
- Marcel Barbeault (1941-), tueur en série, y est né.

### Héraldique
| Blason de Liancourt | Blason  | Ecartelé au 1) d'argent à la croix engrêlée de gueules chargée de cinq coquilles d'or, au 2) burelé d'argentet d'azur aux trois chevrons de gueules, le premier écimé, brochant sur le tout, au 3) de gueules aux monogramme des Arts et Métiers d'or, brochant sur une roue dentée du même au 4) d'azur au soc de charrue d'argent et au marteau du même passés en sautoir ; le tout d'argent à la fasce de sable. |
| Blason de Liancourt | Détails | Le statut officiel du blason reste à déterminer. |

## Pour approfondir